# پل دبلیو ریچاردز
پل دبلیو ریچاردز (به انگلیسی: Paul William Richards) فضانورد اهل ایالات متحده آمریکا است که در ۲۰ مهٔ ۱۹۶۴ میلادی در اسکرانتون، پنسیلوانیا زاده شد. وی در مأموریت اس‌تی‌اس-۱۰۲ حضور داشته است.